# Schönberg, Niederbayern
Schönberg är en köping (Markt) i Landkreis Freyung-Grafenau i Regierungsbezirk Niederbayern i förbundslandet Bayern i Tyskland.
Koöpingen ingår i kommunalförbundet Schönberg tillsammans med  kommunerna Eppenschlag, Innernzell och Schöfweg.